# Muhlenbergia angustata
Muhlenbergia angustata är en gräsart som först beskrevs av Jan Svatopluk Presl, och fick sitt nu gällande namn av Carl Sigismund Kunth. Muhlenbergia angustata ingår i släktet muhlygräs, och familjen gräs. Inga underarter finns listade i Catalogue of Life.